# 邵潜
邵潜（1581年—1665年），字潜夫，号五岳外臣。江南南通人。

## 生平
工诗文，精篆籀，善八分书，又精於篆刻，形成“东皋印派”。晚年徙居如皋。著有《皇明印史》等。